# تاريخ الطب في الولايات المتحدة
يشمل تاريخ الطب في الولايات المتحدة مجموعة متنوعة من الفترات والمناهج المتعلقة بالرعاية الصحية في الولايات المتحدة من أيام الاستعمار إلى الوقت الحاضر، والتي تتراوح من علاجات الطب التقليدي الشعبي إلى الرعاية المُدارة وزيادة الاحتراف في أساليب الطب الحديث.

## الحقبة الاستعمارية
استندت الرعاية الصحية في الحقبة الاستعمارية بشكل رئيسي على الأدوية والعلاجات التقليدية. لم يكن الاحتراف سائدًا قبل عام 1750، إذ كان هناك عدد قليل من المدن التي يزيد عدد سكانها على 20000 نسمة، وكان لكل منها أطباء مدربون في إنجلترا واسكتلندا، بالإضافة إلى عدد متزايد من الرجال المدربين محليًا. كان كوتن ميذر من بوسطن أولَ شخصية مهمة برزت في الطب الأمريكي.

### بيئة الأمراض
كان معدل الوفيات مرتفعًا للغاية بالنسبة للوافدين الجدد، وكان مرتفعًا بالنسبة للأطفال في الحقبة الاستعمارية. كانت الملاريا قاتلة للعديد من الوافدين الجدد. كانت بيئة المرض عنيفة للغاية تجاه المستوطنين الأوروبيين، وخاصة في جميع المستعمرات الجنوبية. كانت الملاريا سائدة في الجنوب، حيث كانت معدلات الوفيات عالية جدًا للوافدين الجدد. كان الأطفال المولودون في العالم الجديد يملكون بعض المناعة - فقد عانوا من إصابات متكررة بالملاريا ولكنهم نجوا. كمثال عن شبان ذوي بنية سليمة من الوافدين الجدد، مات أكثر من ربع المبشرين الأنجليكانيين خلال خمس سنوات من وصولهم إلى ولايتي كارولاينا. كان معدل الوفيات مرتفعًا عند الرضع والأطفال الصغار، خاصةً بسبب الخناق والحمى الصفراء والملاريا. لجأ معظم المرضى إلى المعالجين المحليين، واستخدموا العلاجات الشعبية. اعتمد آخرون على الأطباء الكهنة والجراحين الحلاقين والعطارين والقابلات والكهنة؛ لجأ عدد قليل إلى الأطباء الاستعماريين الذين تدربوا إما في بريطانيا، أو خضعوا لتدريب مهني في المستعمرات. ساد الضعف في السيطرة الحكومية وتنظيم الرعاية الطبية والاهتمام بالصحة العامة. بحلول القرن الثامن عشر، قدم الأطباء المستعمرون، بعد النماذج في إنجلترا واسكتلندا، أساليب الطب الحديث في المدن. سمح ذلك ببعض التطورات في مجال اللقاحات وعلم الأمراض وعلم التشريح وعلم الأدوية.
كان يوجد اختلاف جوهري في الأمراض المعدية التي تصيب البشر بين الشعوب الأصلية وبين البحارة والمستكشفين من أوروبا وأفريقيا. تملك بعض الفيروسات، مثل الجدري، مضيفات بشرية فقط ويبدو أنه لم تحدث قط أي إصابات بها في قارة أمريكا الشمالية قبل عام 1492. كان السكان الأصليون يفتقرون إلى المقاومة الوراثية لمثل هذه الأمراض الجديدة، وعانوا من وفيات هائلة عندما أُصيبوا بالجدري والحصبة والملاريا والسل وأمراض أخرى. حدث انخفاض في عدد السكان قبل سنوات من وصول المستوطنين الأوروبيين إلى المنطقة المجاورة ونجم ذلك عن الاحتكاك مع الصيادين.

### المنظمات الطبية
افتُتح مستشفيان في مدينة نيو أورلينز، لويزيانا في أوائل القرن الثامن عشر. الأول هو المستشفى الملكي، الذي افتُتح في عام 1722 كمستشفى عسكري صغير، لكن زادت أهميته عندما تولت راهبات أورسولين إدارته في عام 1727 وجعلنه مستشفىً رئيسيًا لعامة الشعب، وأُنشئ مبنى جديد أكبر في عام 1734. والآخر كان المستشفى الخيري، الذي كان يعمل به جزء من الأشخاص ذاتهم ولكنه أُنشئ في عام 1736 كملحق للمستشفى الملكي بحيث يكون لأفراد الطبقات الاجتماعية الأكثر فقراً (الذين لا يستطيعون تحمل تكاليف العلاج في المستشفى الملكي) مكان يذهبون إليه.
في معظم المستعمرات الأمريكية، كان الطب بدائيًا في الأجيال القليلة الأولى، إذ هاجر قليل من الأطباء البريطانيين من الطبقة العليا إلى المستعمرات. نُظم أول مجتمع طبي في بوسطن في عام 1735. في القرن الثامن عشر، تخرج 117 أمريكيًا من عائلات ثرية من كلية الطب في إدنبرة، اسكتلندا، لكن خضع معظم الأطباء لتدريب مهني في المستعمرات. تأسست كلية الطب في فيلادلفيا في عام 1765، وأصبحت تابعة للجامعة في عام 1791. في نيويورك، أُنشئ القسم الطبي في كلية كينغ في عام 1767، وفي عام 1770، مُنحت أول شهادة أمريكية في الطب.
ظهر لقاح الجدري في الفترة بين عامي 1716-1766، قبل فترة طويلة من قبوله في أوروبا. نشأت أولى الكليات الطبية في فيلادلفيا في عام 1765 ونيويورك في عام 1768. ظهر أول كتاب مدرسي في عام 1775، على الرغم من سهولة وصول الأطباء إلى الكتب المدرسية البريطانية. ظهر أول دستور للأدوية في عام 1778. في التاريخ، أُصيب السكان الأوروبيون بالجدري واكتسبوا مناعة جزئية له، على عكس السكان الأمريكيين الأصليين، الذين كانت معدلات وفياتهم الناتجة عن وباء واحد مرتفعة بما يكفي لتدمير قبيلة صغيرة تقريبًا.
أدرك الأطباء في مدن الميناء ضرورة تطبيق الحجر الصحي على البحارة والركاب المرضى بمجرد وصولهم. بُنيت مستشفيات الأوبئة الخاصة بهم في بوسطن (1717) وفيلادلفيا (1742) وتشارلستون (1752) ونيويورك (1757). أُنشئ أول مستشفى عام في فيلادلفيا في عام 1752.

## النساء
في الحقبة الاستعمارية، لعبت النساء دورًا رئيسيًا في مجال الرعاية الصحية، خاصةً فيما يتعلق بالقابلات والولادة. استخدمت المعالجات المحليات العلاجات العشبية والشعبية لعلاج الأصدقاء والجيران. شملت أدلة التدبير المنزلي تعليماتٍ في الرعاية الطبية وطرق تحضير العلاجات الشائعة. كان التمريض مخصصًا للنساء. كانت الولادات تحدث في المنزل بشكل سليم دون مساعدة طبيب في القرن العشرين، ما أعطى القابلة دورًا رئيسيًا في الرعاية الصحية.
شمل الاحتراف الطبي، الذي بدأ ببطء في أوائل القرن التاسع عشر، جهودًا منهجية لتقليل دور النساء غير المدربات واللواتي لا يملكن شهادة وإبقائهن خارج المؤسسات الجديدة مثل المستشفيات والمدارس الطبية.

### الأطباء
في عام 1849، تخرجت إليزابيث بلاكويل (1821-1910)، وهي مهاجرة من إنجلترا، من كلية جنيف الطبية في نيويورك بالمرتبة الأولى على صفها وأصبحت بذلك أول طبيبة امرأة في أمريكا. في عام 1857، أسست هي وشقيقتها إميلي وزميلتهما ماري زاكرزيوزكا، مستشفى نيويورك للنساء والأطفال، وهو أول مستشفى أمريكي تديره نساء وأول مستشفى مخصص لخدمة النساء والأطفال. نظرت بلاكويل إلى الطب كوسيلة للإصلاح الاجتماعي والأخلاقي، بينما ركزت الرائدة الشابة ماري بوتنام جاكوبي (1842-1906) على علاج الأمراض. على مستوى أعمق، شعرت بلاكويل بأن المرأة ستنجح في الطب بسبب قيمها الإنسانية، لكن جاكوبي كانت تعتقد أن المرأة يجب أن تشارك على قدم المساواة مع الرجل في جميع التخصصات الطبية.

### التمريض
أصبح التمريض مهنيًا في أواخر القرن التاسع عشر، ما أتاح مهنة جديدة من الطبقة المتوسطة للشابات الموهوبات من جميع الخلفيات الاجتماعية. كانت مدرسة التمريض في مستشفى هاربر في ديترويت، التي بدأت عملها في عام 1884، رائدةً على المستوى الوطني. عملت خرّيجاتها في المستشفى وأيضاً في المؤسسات، وخدمات الصحة العامة، والرعاية التمريضية الخاصة، وتطوعن للعمل في المستشفيات العسكرية خلال الحرب الإسبانية الأمريكية والحربين العالميتين.
كانت الطوائف الدينية الرئيسية نشطة في إنشاء المستشفيات في العديد من المدن. تخصصت عدة أخويات كاثوليكية في أدوار التمريض. بينما تتزوج معظم النساء غير المتزوجات ويتوقفن عن العمل، أو يعملن في الرعاية التمريضية الخاصة في المنازل وفي غرف المستشفيات الخاصة بالأثرياء، شغلت الراهبات الكاثوليكيات وظائف مدى الحياة في المستشفيات. فسح هذا المجال لإنشاء مستشفيات مثل مستشفى سانت فنسنت في نيويورك، حيث بدأت ممرضات جمعية «راهبات المحبة» أعمالهن في عام 1849؛ كان المرضى من جميع الخلفيات مرحبًا بهم، لكن كان معظمهم من الكاثوليكيين ذوي الدخل المنخفض.

## وفيات الرضع
كان معدل وفيات الرضع في أمريكا قليلًا مقارنةً بأجزاء أخرى من العالم بسبب التحسينات في مجال التغذية. كانت المعدلات أعلى في المناطق الحضرية، وفي ولاية ماساتشوستس على مستوى الولايات، زادت المعدلات مع تحضر الولاية. بدأت أحكام الصحة العامة المتعلقة بالصرف الصحي وإمدادات المياه والسيطرة على مرض السل تظهر نتائجها بحلول عام 1900. وكانت ظروف الصحة العامة أسوأ في الجنوب حتى الخمسينيات.